# Hamfelde (Lauenburg)
Hamfelde er en kommune i det nordlige Tyskland, beliggende i Amt Schwarzenbek-Land i den sydvestlige del af Kreis Herzogtum Lauenburg. Kreis Herzogtum Lauenburg ligger i delstaten Slesvig-Holsten.

## Geografi
Hamfelde ligger ved floden Bille over for Hamfelde i Kreis Stormarn, omkring 14 km nordvest for Schwarzenbek og omkring 27 km øst for Hamburg. fra 1887 til 1976 havde Hamfelde jernbanestation på jernbanen mellem Schwarzenbek og Bad Oldesloe.